# Морська та колоніальна ліга

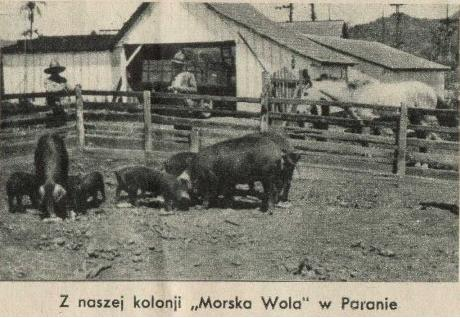
Колонія Морська воля у Парані

Морська та колоніальна ліга  (пол. Liga Morska i Kolonialna) — польська громадська організація, створена в 1930 році в результаті перетворення Морської та річкової ліги.

## Історія

### 1918-1939
Перед Першою світовою війною у військово-морських флотах колоніальних держав служили тисячі поляків. Деякі дослужилися до високих офіцерських чинів, і свою професійну кваліфікацію прагнули використати на відновленій батьківщині.
Для більшості польських політиків міжвоєнного періоду море було далеким і туманним поняттям, а вузька смуга морського узбережжя, віддана Польщі після війни, їх не вражала. Проте деякі усвідомлювали, що майбутнє Польщі, її господарський розвиток залежить від морської політики держави. Будівництво Польщі як морської держави вимагало насамперед формування у суспільстві морської свідомості та її освіти.
23 вересня 1922 року сейм ухвалив важливу постанову про будівництво торгового порту в Гдині. 29 квітня 1923 року президент Станіслав Войцеховський прибув до Гдині на церемонію відкриття тимчасового військового порту та туристичної бази для рибалок.
Організація, створена 1 жовтня 1918 року з ініціативи контр-адмірала Казімєжа Порембського, під назвою Товариство у сфері розвитку судноплавства «Польський прапор» (пол. Stowarzyszenie na Polu Rozwoju Żeglugi "Bandera Polska"), потім була перейменована в Лігу польської навігації (пол. Liga Żeglugi Polskiej). У 1924 році організація змінила назву і стала називатися Морська та річкова ліга (пол. Liga Morska i Rzeczna). Ліга ставила собі за мету популяризацію морських проблем серед суспільства і діяла на благо розвитку морського та річкового флоту.
Польська громадська організація Морська та колоніальна ліга була утворена у 1930 році на базі Морської та річкової ліги, причому справа була не просто у зміні назви, а у зміні курсу – до програми організації були включені пункти про необхідність боротьби за здобуття Польщею колоній. Керував організацією генерал Маріуш Заруський.
Практична реалізація програми організації полягала у здобутті територій під осадництво (наприклад у Бразилії, Перу, Ліберії). У 1934 році Ліга купила землю в бразильській провінції Парана і заснувала там селище для польських колоністів — Морська воля (пол. Morska Wola). Підписала з Ліберією договір про господарське та культурне співробітництво та про колонізацію її території. У 30-х роках XX століття вела збір грошей до Фонду морської оборони результатом чого, крім іншого, було будівництво підводного човна «Орел». Видавала щомісячник  "Morze", присвячений проблемам розвитку судноплавства та щоквартальний журнал «Морські та колоніальні справи» (пол. «Sprawy Morskie i Kolonialne»).
Вимоги щодо необхідності польської колоніальної експансії в Африці знайшли підтримку і в офіційного польського керівництва (воно, наприклад, домагалося Мадагаскару у Франції та передачі Мозамбіку від Португалії). 12 січня 1937 року, виступаючи перед бюджетною комісією сейму, міністр закордонних справ Польщі Юзеф Бек заявив, що: «для Польщі велике значення мають питання еміграції населення та отримання сировини і що її більше не може задовольняти колишня система вирішення так званих колоніальних питань». 18 квітня 1938 року був із розмахом відзначений «день колоній», що перетворився на демонстрацію з вимогою заморських колоній для Польщі. За дорученням уряду цією кампанією керував генерал Соснковський. Костели присвячували вимогам колоній меси, а в кінотеатрах демонструвалися фільми колоніальної тематики. Колоніальні плани польського уряду викликали у суспільстві неоднозначну реакцію. Націоналістичні організації закликали переселити всіх польських євреїв на Мадагаскар.
У 1939 році організація налічувала майже 1 млн. членів.

### 1944 — теперішній час
Морська та колоніальна ліга припинила свою діяльність у 1939 році. Була відновлена в 1944 під назвою Морська ліга (пол. Liga Morska), але згодом у 1953 році знову була скасована та приєднана до Ліги друзів солдата (пол. Liga Przyjaciół Żołnierza), перетворена на Лігу захисту батьківщини (пол. Liga Obrony Kraju).
Знову була відновлена у 1981 році під назвою Морська ліга. 19 березня 1999 року Морська ліга була перейменована на Морську та річкову лігу.